# خوان میراندا
خوان میراندا گونزالز (اسپانیایی: Juan Miranda‎؛ زادهٔ ۱۹ ژانویهٔ ۲۰۰۰) بازیکن فوتبال اهل اسپانیا است که در پست دفاع چپ برای باشگاه فوتبال رئال بتیس بازی می‌کند.
از باشگاه‌هایی که میراندا در آن بازی کرده‌است می‌توان به باشگاه فوتبال بارسلونا و باشگاه فوتبال بارسلونا بی اشاره کرد. وی همچنین در تیم‌های ملی فوتبال زیر ۱۷ سال اسپانیا و زیر ۱۹ سال اسپانیا بازی کرده‌است.
او عنوان بهترین پاسور لیگ قهرمانان اروپا(جوانان) را با دادن ۷ پاس گل کسب کرد.

## عملکرد باشگاهی
میراندا در اولیوارس، سویل، اندلس متولد شد و در ژوئن سال ۲۰۱۴ از رئال بتیس به تیم جوانان بارسلونا پیوست. وی پس از پیشرفت در مسابقات انتخابی جوانان، اولین بازی خود را در تاریخ ۱۹ اوت ۲۰۱۷ در پیروزی ۲–۱ مقابل رئال وایادولید در سگوندا دیویژن انجام داد. میراندا اولین گل خود را در تاریخ ۲۷ ژانویه ۲۰۱۸ در خانه ۳–۰ مقابل گرانادا به ثمر رساند.
در تاریخ ۱۱ دسامبر ۲۰۱۸، میراندا در لیگ قهرمانان اروپا به تساوی ۱–۱ مقابل تاتنهام هاتسپر رسید.
در تاریخ ۳۰ اوت ۲۰۱۹، میراندا در یک قرارداد قرضی دو ساله به باشگاه شالکه در بوندس لیگا پیوست. در ۱۵ دسامبر ۲۰۱۹، او اولین بازی خود در بوندس لیگا را با نتیجه ۱–۰ در خانه مقابل آینتراخت فرانکفورت انجام داد وقتی که در دقیقه ۱۳ جایگزین وستون مک کنی مصدوم شد.

## افتخارات

### باشگاهی

#### بارسلونا
- لیگ جوانان یوفا:۱۸–۲۰۱۷
- سوپر کاپ فوتبال اسپانیا:۲۰۱۸

### بین‌المللی

#### زیر ۱۹ سال اسپانیا
- قهرمان مسابقات فوتبال زیر ۱۹ سال اروپا:۲۰۱۹

#### زیر ۱۸ سال اسپانیا
- مدال طلای مسابقات مدیترانه:۲۰۱۸

#### زیر ۱۷ سال اسپانیا
- قهرمان مسابقات فوتبال زیر ۱۷ سال اروپا:۲۰۱۷
- مقام دوم جام جهانی فوتبال زیر ۱۷ سال:۲۰۱۷